# Targówek (centrum handlowe)
G City Targówek, do 2025 Atrium Targówek – centrum handlowe znajdujące się przy ul. Głębockiej 15, w dzielnicy Targówek w Warszawie.

## Opis
Początkowo (w trakcie budowy) centrum nosiło nazwę Centrum Handlowe Steen&Strom. Budowa centrum (na zlecenie duńskiego inwestora FORAS Holding A/S) trwała ok. 15 miesięcy a inwestorem zastępczym była duńska firma TFK Holding A/S poprzez swoją polską spółkę zależną Thorkild Kristensen Polska sp. z o.o.), której głównymi udziałowcami są dwie firmy developerskie: norweski Steen&Strom Holding A/S (37,5%) i duński Thorkild Kristensen Byggeholding A/S (37,5%) oraz będący pod kontrolą rządu duńskiego Fundusz Inwestycyjny dla Europy Środkowej i Wschodniej (25%). Choć udziałowcy byli powszechnie chwaleni za inwestycje w infrastrukturę miasta (m.in. budowa 2 km kolektora ściekowego), Najwyższa Izba Kontroli wykryła nieprawidłowości w decyzji burmistrza Targówka w sprawie rozpoczęcia budowy centrum (brak zgodności z miejscowym planem zagospodarowania przestrzennego). 
Budowa pierwotnego obiektu rozpoczęła się na przełomie maja i czerwca 1997, a generalnym wykonawcą była firma Z. Marciniak SA. W listopadzie 2001 roku centrum zostało powiększone o drugą fazę tym samym wzbogacając ofertę do 135 sklepów oraz o kompleks kinowy. Inwestycja powstała na terenie ok. 27 hektarów. Grunty te nabył on od spółki TON Agro należącej do Agencja Własności Rolnej Skarbu Państwa. Początkowo centrum miało powierzchnię 36 tys. m², a drugie tyle zajmował parking przeznaczony dla 1555 samochodów. Główna część centrum - hipermarket Carrefour miał powierzchnię 20,5 tys. m². Budowa kosztowała ponad 30 mln dolarów amerykańskich, a projekt architektoniczny został stworzony przez pracownię Kuryłowicz & Associates.
W następnych latach centrum było kilkakrotnie rozbudowywane, a największa rozbudowa została ukończona we wrześniu 2001. Obecnie (2018) centrum zajmuje powierzchnię 78 000 m² (wraz z parkingiem 100 000 m²), z czego 53 000 m² to powierzchnie handlowe. Parking strzeżony może pomieścić 60 samochodów, a niestrzeżony 2000 (przy pełnym obłożeniu 2900). Obecnym właścicielem i zarządcą obiektu jest spółka G CITY Europe.
W 2020 w centrum działało m.in. 130 sklepów i lokali usługowych, 11 restauracji, 7 kawiarni, 12-salowe kino Multikino i klub fitness.